# Nanopor

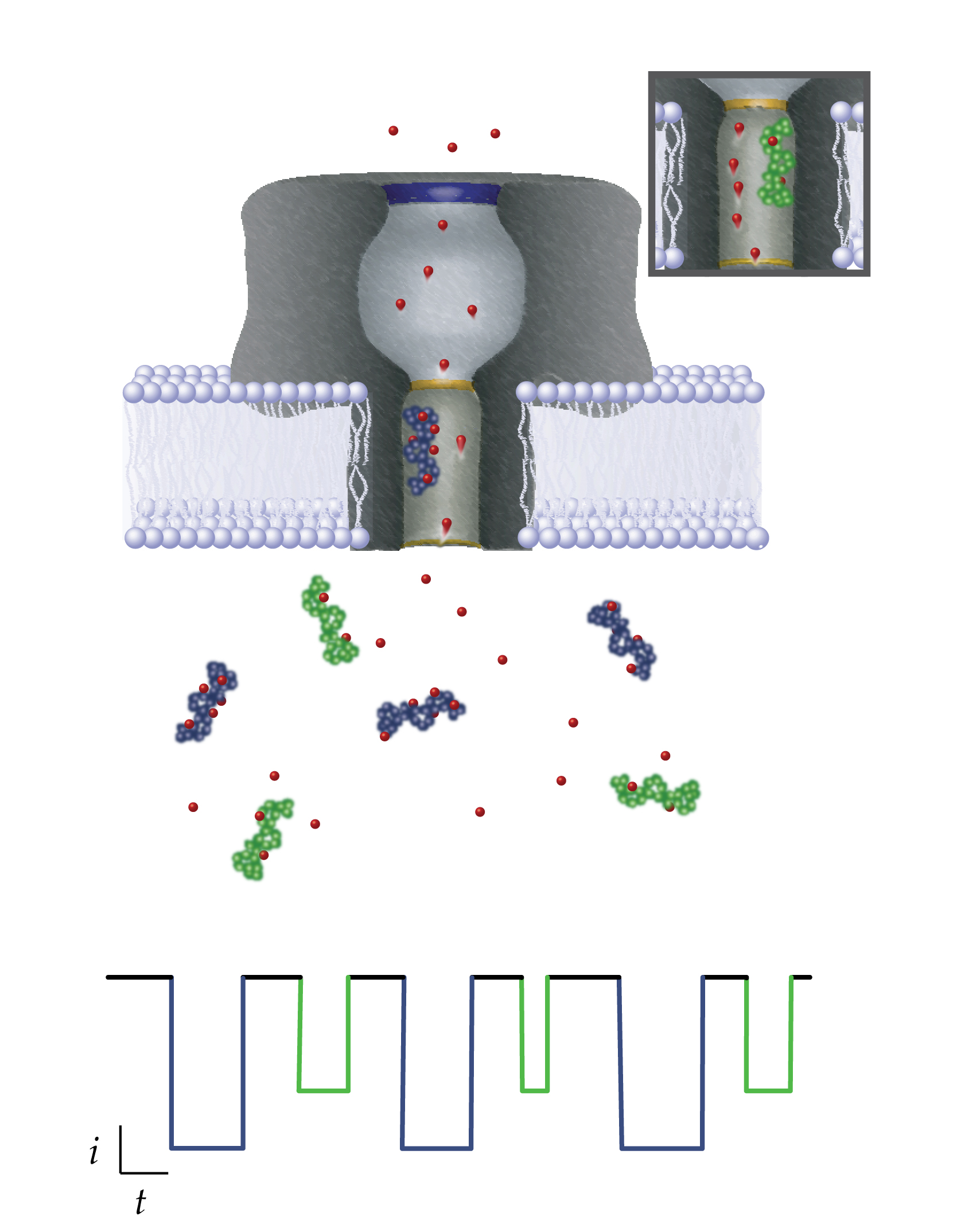
Esquema de la maquinària interna Nanopore i el corresponent bloqueig actual durant la seqüenciació.

Un nanopor és un porus de mida nanomètrica. Pot ser, per exemple, creat per una proteïna que forma porus o com un forat en materials sintètics com el silici o el grafè.

Principi de seqüenciació d’ADN nanopor.

Quan un nanopor està present en una membrana elèctricament aïllant, es pot utilitzar com a detector d'una sola molècula. Pot ser un canal proteic biològic en una bicapa lipídica d'alta resistència elèctrica, un porus en una membrana d'estat sòlid o un híbrid d'aquests: un canal proteic situat en una membrana sintètica. El principi de detecció es basa en controlar el corrent iònic que passa pel nanopor a mesura que s'aplica una tensió a través de la membrana. Quan el nanopor és de dimensions moleculars, el pas de molècules (per exemple, l'ADN) provoca interrupcions del nivell de corrent "obert", donant lloc a un senyal d'"esdeveniment de translocació". El pas de molècules d'ARN o d'ADN monocatenari a través del canal d'alfa-hemolisina incrustat en la membrana (1,5 nm de diàmetre), per exemple, provoca un bloqueig del ~90% del corrent (mesurat amb una solució de KCl 1 M).
Es pot considerar un comptador Coulter per a partícules molt més petites.

## Tipus de nanopors
Orgànics
- Els nanopors poden estar formats per proteïnes que formen porus,[3] normalment un nucli buit que passa per una molècula de proteïna en forma de bolet. Exemples de proteïnes que formen porus són l'alfa hemolisina, l'aerolisina i la porina MspA. En els experiments típics de laboratori amb nanopors, s'insereix un únic nanopor de proteïna en una membrana de bicapa lipídica i es prenen mesures d'electrofisiologia d'un sol canal. S'han extret proteïnes més noves que formen porus dels bacteriòfags per estudiar-ne el seu ús com a nanopors. Aquests porus es seleccionen generalment perquè el seu diàmetre és superior a 2 nm, el diàmetre de l'ADN de doble cadena.[4]
- Els nanopors més grans poden ser de fins a 20 nm en un diàmetre. Aquests porus permeten el pas de molècules petites com l'oxigen, la glucosa i la insulina, però impedeixen el pas de molècules grans del sistema immunitari com les immunoglobines. Com a exemple, les cèl·lules pancreàtiques de rata estan microencapsulades, reben nutrients i alliberen insulina a través de nanopors quedant totalment aïllades del seu entorn veí, és a dir, cèl·lules estranyes. Aquest coneixement pot ajudar a substituir els illots no funcionals de cèl·lules de Langerhans al pàncrees (responsables de la producció d'insulina), per cèl·lules de garrin collides. Es poden implantar sota la pell humana sense necessitat d'immunosupressors que posen als pacients diabètics en risc d'infecció.

Inorgànics
- Els nanopors d'estat sòlid es fan generalment en membranes compostes de silici, un dels més comuns és el nitrur de silici. El segon tipus de nanopors d'estat sòlid àmpliament utilitzats són els nanopors de vidre fabricats mitjançant l'estirament de capil·lar de vidre assistit per làser.[5] Els nanopors d'estat sòlid es poden fabricar amb diverses tècniques, com ara l'escultura de feix d'ions[6] i feixos d'electrons.[7]
- Més recentment, s'ha explorat l'ús del grafè[8] com a material per a la detecció de nanopors en estat sòlid. Un altre exemple de nanopors en estat sòlid és una nanoestructura de grafè en forma de caixa (BSG).[9] La nanoestructura BSG és un sistema multicapa de nanocanals buits paral·lels situats al llarg de la superfície i amb secció transversal quadrangular. El gruix de les parets del canal és aproximadament igual a 1 nm. L'amplada típica de les facetes del canal és d'uns 25 nm.
- S'han fabricat nanopors elastomèrics ajustables a la mida, que permeten mesurar amb precisió les nanopartícules ja que oclueixen el flux de corrent iònic. Aquesta metodologia de mesura es pot utilitzar per mesurar una àmplia gamma de tipus de partícules. En contrast amb les limitacions dels porus d'estat sòlid, permeten l'optimització de la magnitud del pols de resistència en relació amb el corrent de fons fent coincidir la mida dels porus amb la mida de la partícula. Com que la detecció es produeix partícula per partícula, es pot determinar la veritable distribució de la mitjana i la polidispersitat.[10][11] Utilitzant aquest principi, Izon Science Ltd ha desenvolupat l'únic sistema comercial de detecció de partícules basat en nanopors ajustable del món. La nanoestructura de grafè en forma de caixa (BSG) es pot utilitzar com a base per construir dispositius amb mides de porus variables.[9]